# Die Berner Woche
Die Berner Woche (bis 1937 Die Berner Woche in Wort und Bild) war eine illustrierte Schweizer Wochenzeitschrift, die von 1911 bis 1948 in Bern erschien.
Im Jahr 1911 startete der Verleger Jules Werder die wöchentliche Zeitschrift Berner Woche. Anfangs lag der Fokus mehr auf Texten als auf Bildern, aber später wurden Fotoreportagen zum Hauptbestandteil der Berichterstattung. Die Autoren der Artikel gehörten grösstenteils zum Bildungsbürgertum in Bern. Ausserdem wurden renommierte Fotografen für das Magazin engagiert, das auch Nachrufe von bekannten Persönlichkeiten aus Bern enthielt. Die Berner Woche bietet einen reichen Einblick in die Geschichte von Stadt und Kanton Bern während der ersten Hälfte des 20. Jahrhunderts. Paul Senn, Hans Steiner und Walter Nydegger waren bekannte Fotografen, die für die Wochenzeitschrift arbeiteten.